# Charles Stanislas Troye
Charles Stanislas Troye, né le 28 janvier 1770 à Mons et mort le 29 décembre 1844 à Thuin, est un administrateur et homme politique.

## Biographie
Charles Stanislas Troye est le fils d'Adrien François Troye et de Catherine Hardenpont. Marié à Isabelle du Wooz, il est le père de Louis Troye et l'oncle et beau-père d'Auguste Désiré de Thuin.
Il suit ses études au collège de Houdain.

## Mandats et fonctions
- Officier municipal de Mons : 1794-
- Secrétaire-général de l'administration du Hainaut
- Président de l'administration centrale du département de Jemmapes : -1800
- Sous-préfet de l'arrondissement de Charleroi : 1800-1814
- Commissaire de l'arrondissement de Thuin : 1815-1830
- Membre de la Seconde Chambre des États généraux : 1815-1820
- Membre des États provinciaux du Hainaut : 1822-1830

## Sources
- E. MATTHIEU, Biographie du Hainaut, Mons, A. Spinet, 1903, t. II
- S.Ch. De Troye
- Notice dans un dictionnaire ou une encyclopédie généraliste :   - Biografisch Portaal van Nederland